# Söke
Söke – miasto w Turcji w prowincji Aydın.
Według danych na rok 2000 miasto zamieszkiwało 62 384 osób.